# Jack N. Green
John Newton Green, accreditato spesso come Jack N. Green (New York, 18 novembre 1946), è un direttore della fotografia e regista statunitense il cui nome è legato soprattutto ai film di Clint Eastwood, con cui vanta un'importante collaborazione fin dal 1982 e una candidatura agli Oscar nel 1993.
Ha anche diretto due lungometraggi, nel 1997 e nel 2001.

## Filmografia parziale

### Direttore della fotografia
- Gunny (Heartbreak Ridge), regia di Clint Eastwood (1986)
- Scommessa con la morte (The Dead Pool), regia di Buddy Van Horn (1988)
- Bird, regia di Clint Eastwood (1988)
- La recluta (The Rookie), regia di Clint Eastwood (1990)
- Cacciatore bianco, cuore nero (White Hunter Black Heart), regia di Clint Eastwood (1990)
- Gli spietati (Unforgiven), regia di Clint Eastwood (1992)
- Un mondo perfetto (A Perfect World), regia di Clint Eastwood (1993)
- The Net - Intrappolata nella rete (The Net), regia di Irwin Winkler (1995)
- I ponti di Madison County (The Bridges of Madison County), regia di Clint Eastwood (1995)
- Twister, regia di Jan de Bont (1996)
- Speed 2 - Senza limiti (Speed 2: Cruise Control), regia di Jan de Bont (1997)
- Mezzanotte nel giardino del bene e del male (Midnight in the Garden of Good and Evil), regia di Clint Eastwood (1997)
- Potere assoluto (Absolute Power), regia di Clint Eastwood (1997)
- Fino a prova contraria (True Crime), regia di Clint Eastwood (1999)
- Space Cowboys, regia di Clint Eastwood (2000)
- Il risolutore (A Man Apart), regia di F. Gary Gray (2003)
- 50 volte il primo bacio (50 First Dates), regia di Peter Segal (2004)
- Against the Ropes, regia di Charles S. Dutton (2004)
- 40 anni vergine (The 40 Year-Old Virgin), regia di Judd Apatow (2005)
- Finalmente a casa (Are We Done Yet?), regia di Steve Carr (2007)
- La ragazza del mio migliore amico (My Best Friend's Girl), regia di Howard Deutch (2008)
- Left Behind - La profezia (Left Behind), regia di Vic Armstrong (2014)

### Regista
- Svolta pericolosa (Traveller) (1997)
- Pretty When You Cry (2001)